# 駒形 (行田市)
駒形（こまがた）は、埼玉県行田市の町名。現行行政地名は、駒形一丁目および二丁目。郵便番号は361-0055。

## 地理
行田市中央部、秩父鉄道秩父本線行田市駅から南に1kmほどに位置する。全域で宅地化している。

## 歴史
- 1973年（昭和48年）6月1日 - 大字持田、大字下忍の各一部から駒形一丁目および二丁目が成立[4][5]。

## 世帯数と人口
2017年（平成29年）10月1日現在の世帯数と人口は以下の通りである。
| 丁目       | 世帯数  | 人口  |
| ---------- | ------- | ----- |
| 駒形一丁目 | 274世帯 | 633人 |
| 駒形二丁目 | 110世帯 | 225人 |
| 計         | 384世帯 | 858人 |

## 小・中学校の学区
市立小・中学校に通う場合、学区は以下の通りとなる。
| 丁目       | 番地                                              | 小学校           | 中学校             |
| ---------- | ------------------------------------------------- | ---------------- | ------------------ |
| 駒形一丁目 | 6番16号～46号 7番、8番 9番6号～26号 10番6号～22号 | 行田市立南小学校 | 行田市立行田中学校 |
| 駒形一丁目 | その他                                            | 行田市立南小学校 | 行田市立忍中学校   |
| 駒形二丁目 | 全域                                              | 行田市立南小学校 | 行田市立忍中学校   |

## 施設
一丁目
- 駒形会館
- 遍照院
- 大蔵寺
- 富士見ヶ丘幼稚園

二丁目
- 成正寺
- 清岩寺
- 白鳩保育園